# Luke Stratte-McClure
Luke Stratte-McClure (* 24. Dezember 1984 in Cannes, Département Alpes-Maritimes, Frankreich) ist ein US-amerikanischer Schauspieler, Synchronsprecher und Filmschaffender.

## Leben
Stratte-McClure wurde am 24. Dezember 1984 im Krankenhaus Hopital de la Californie in Cannes als Sohn des US-amerikanischen Autoren Joel Stratte-McClure geboren. Sein Vater lebte zu dieser Zeit mehrere Jahrzehnte in Europa, darunter für einige Zeit in Deutschland und viele Jahre in Frankreich. Er wuchs in einem Dorf in der Nähe von Cannes auf. Er studierte Film und Drama an der University of Kent in Canterbury, England und erwarb später einen Master in Acting an der Central School of Speech and Drama in London.
Im Alter von elf Jahren debütierte Stratte-McClure 1995 im Fernsehfilm Mr. Stitch als Schauspieler. Seit 2013 ist tritt er regelmäßig als Schauspieler in Film- und Serienproduktionen in Erscheinung. 2013 spielte er in der Filmproduktion Southern Baptist Sissies die Rolle des TJ. Größere Rollen übernahm er 2023 in The Ritual Killer als Detektiv Claussen, im Katastrophenfilm World Invasion: Alien Attack als Jeffery und in A Warrior’s Soul als Sergeant Carter. Im selben Jahr fungierte er als Schauspieler, Drehbuchautor und Produzent am Kurzfilm Californie, der unter anderen am 1. Juli 2023 auf dem Barcelona Indie Filmmakers Festival gezeigt wurde. 2024 übernahm er als eine der Hauptrollen als Jim im Film Assemblage.

## Filmografie (Auswahl)

### Schauspiel
- 1995: Mr. Stitch (Fernsehfilm)
- 2004: Funky Monkey
- 2009: Truly Blessed
- 2009: Nip/Tuck – Schönheit hat ihren Preis (Nip/Tuck, Fernsehserie, Episode 6x09)
- 2013: All Together Now
- 2013: Southern Baptist Sissies
- 2013: Joe (Kurzfilm)
- 2014: Dr. Kahn (Kurzfilm)
- 2015: Last Christmas (Kurzfilm)
- 2015: Sleep with Me
- 2015: Bound (Kurzfilm)
- 2016: Nomophobia (Kurzfilm)
- 2016: Castle (Fernsehserie, Episode 8x11)
- 2016: You Never Know (Kurzfilm)
- 2016: The Great Outdoors (Kurzfilm)
- 2017: Gelato (Kurzfilm)
- 2018: On Killer Robots (Kurzfilm)
- 2018: This Is My Year
- 2020: Partly Entertainers (Fernsehfilm)
- 2021: Cut (Kurzfilm)
- 2021: Yes Chef (Kurzfilm)
- 2021: Star Trek Renegades OMINARA
- 2022: Apart (Kurzfilm)
- 2023: The Ritual Killer
- 2023: Californie (Kurzfilm)
- 2023: World Invasion: Alien Attack (Alien Apocalypse)
- 2023: A Warrior’s Soul
- 2024: Assemblage

### Filmschaffender
- 2013: Joe (Kurzfilm; Produktion, Drehbuch)
- 2014: Dr. Kahn (Kurzfilm; Produktion, Drehbuch)
- 2015: Intervention (Kurzfilm; Produktion, Drehbuch)
- 2015: Bound (Kurzfilm; Produktion)
- 2016: Nomophobia (Kurzfilm; Produktion)
- 2016: The Great Outdoors (Kurzfilm; Produktion, Drehbuch)
- 2020: Partly Entertainers (Fernsehfilm; Produktion)
- 2023: Californie (Kurzfilm; Produktion, Drehbuch)

### Synchronisationen
- 2018: Nada a Perder